# ティル・デス
『ティル・デス』（Till Death）は2021年のアメリカ合衆国のスリラー映画。監督はS・K・デール監督の長編映画デビュー作で、出演はミーガン・フォックスとカラン・マルヴェイなど。結婚記念日の翌朝、夫の死体と手錠でつながれた状態で人里離れた家に取り残された妻の運命を描いたシチュエーションスリラー。

## ストーリー
エマは夫マークの高圧的な態度に心底うんざりしており、マークの同僚であるトムとの不倫に快楽を見出していたが、それもついに終わりを迎えることになった。その翌日はマークとの結婚記念日であり、エマはマークからネックレスと湖畔にあるコテージでのバカンスをプレゼントされた。そのコテージは2人がまだ仲睦まじかった頃によく訪れていた場所であった。湖畔に到着した日の夜、マークは「もう1度だけチャンスが欲しい」とエマに懇願した。そして、2人はかつてのようにお互いの体を求めあうのだった。
翌朝、エマが目を覚ますと、マークは拳銃で自分の頭を撃ち抜く。さらに悪いことに、エマとマークの手には手錠が掛けられていた。エマは拳銃で手錠を壊そうとしたが、弾は空だった。鍵をこじ開けられるような物もなかったため、エマは携帯電話で助けを求めようとする。しかし、彼女の携帯電話は水に沈められており、起動はしたもののすぐに動かなくなってしまう。コテージ中を探し回った末、エマはキッチンのごみ箱に車の鍵が捨てられているのを発見する。急いで湖畔から離れようとしたエマだったが、車のガソリンは抜き取られていた。
ほどなくして、トムが突然コテージに姿を見せる。トムはエマにメールで呼び出されたものと思っていたが、そのメールを送ったのはマークだった。実は、マークは長らく不正に手を染めており、警察に逮捕されるのも時間の問題であった。その事実を把握したマークは自暴自棄になってしまい、自分を裏切ったエマをもトムごと破滅させようとしたのであった。携帯電話の水没もガソリンの抜き取りもすべてマークの仕業だったのである。
エマとトムがこの状況をどうするべきか話し合っていると、ジミーと名乗る男が車でやって来て、パイプ修理のために呼ばれたと言う。ジミーを不審に思ったトムは彼に現金を渡して帰らせようとするが、車から続けて降りてきた男に殺されてしまう。その男はジミーの兄で、かつてエマに付きまとっていたストーカーのボビーであった。ボビーは自分の想いを拒絶した挙句、左目を潰したエマを憎んでいた。マークはその憎悪に目をつけ、ボビーが出所できるように手はずを整えた。そして、「コテージの金庫にはダイヤモンドが入っている」などと吹き込み、彼を湖畔へと誘い出したのであった。
エマはボートの錨を使ってマークの死体と自分を切り離し自由に動けるようになるが、ついにはボビーに捕まってしまう。金庫のダイヤモンドと引き換えに命だけは助けてもらえることになった。ところが、マークはそれすらも見越して残忍な策を仕込んでいたのである。実はダイヤモンドは金庫ではなく、前夜にマークがエマに贈った特注の鋼鉄のネックレスに収められており、しかもそれは首から外すことができず、エマの首を切り落とさなければ手に入れることができない物だったのである。ボビーはエマを殺そうとするが、それを止めようとしたジミーともみ合いとなり、弾みでジミーが死亡する。エマはボビーを殴り倒し、その隙にマークの死体と彼を手錠で繋げてしまう。必死に逃げるエマを、ボビーはマークの死体を引き摺りながら追いかける。そしてエマとボビーは凍った湖の氷上でもみ合いとなり、氷が割れて湖に落ちてしまう。水中でボビーともみ合うエマは何とかボビーの右目をナイフで刺す。マークの死体とともにボビーは沈んでいき、エマはナイフで氷を割って何とか氷上に出る。そこに、ボビーに捕まる直前にかけた911に応じて駆けつけてきた緊急車両のサイレンの音が聞こえてくる。エマは結婚指輪を外し、転がった指輪は氷に開いた穴から水の中へ落ち、沈んでいった。

## キャスト
※括弧内は日本語吹替。
- エマ：ミーガン・フォックス（杉山里穂）
- ボビー・レイ：カラン・マルヴェイ（黒澤剛史）
- マーク：オーエン・マッケン（英語版）（小松史法）
- トム：アムル・アミーン（英語版）
- ジミー：ジャック・ロス（井出翔大）

## 製作
2020年2月14日、ミーガン・フォックスが本作に出演することになったと報じられた。8月5日、残りの主要キャストが発表された。
当初、本作の主要撮影は2020年3月にブルガリアのソフィアでスタートする予定だったが、新型コロナウイルスの感染拡大のために延期となった。結局、撮影が始まったのは同年8月6日であった。

## 公開・マーケティング
2020年10月20日、本作の劇中写真が初めて公開された。2021年5月4日、スクリーン・メディアが本作の全米配給権を獲得したと報じられた。6月17日、本作のオフィシャル・トレイラーが公開された。7月2日、ミレニアム・メディア・レコーズが本作のサウンドトラックを発売した。

## 評価
本作は批評家から高く評価されている。映画批評集積サイトのRotten Tomatoesには38件のレビューがあり、批評家支持率は89%、平均点は10点満点で6.7点となっている。サイト側による批評家の見解の要約は「S・K・デール監督の演出は独創的であり、ミーガン・フォックスの演技も真に迫ったものである。それらのお陰で、『ティル・デス』は観客を限界ギリギリまで追い詰める作品に仕上がっている。」となっている。また、Metacriticには5件のレビューがあり、加重平均値は66/100となっている。